# بويل ريفر (كولومبيا البريطانية)
بويل ريفر (بالإنجليزية: Powell River)‏ هي مدينة كندية تقع في مقاطعة كولومبيا البريطانية. تبلغ مساحة هذه المدينة 29.7687 (كم²)، ويبلغ عدد سكانها 12957 نسمة حسب إحصاء سنة 2006 م، بينما كان يسكنها 12983 نسمة في سنة 2001 م. تحتل هذه المدينة المرتبة رقم 284 بين مدن كندا حسب عدد السكان والمرتبة رقم 43 في المقاطعة. نما عدد السكان في هذه المدينة بنسبة (-0.2) بين العامين المذكورين.

## أعلام
- داني لوكاس
- بيل الكسندر
- درو فيرغسون
- دون تومسون
- هارولد لونغ

## وصلات خارجية
- الأطلس الحكومي لكندا
- إحصاءات كندا مع ساعة تعداد السكان